# Satyrus graellsi
Satyrus graellsi är en fjärilsart som beskrevs av Ramon Agenjo Cecilia 1961. Satyrus graellsi ingår i släktet Satyrus och familjen praktfjärilar. Inga underarter finns listade.